# Clinanthus macleanicus
Clinanthus macleanicus là một loài thực vật có hoa trong họ Amaryllidaceae. Loài này được (Herb.) Meerow mô tả khoa học đầu tiên năm 2000.